# ファイヤー・アンド・アイス
『ファイアー・アンド・アイス』（Fire & Ice）は、1992年に発表されたイングヴェイ・マルムスティーンの6作目のスタジオ・アルバム。

## 概要
日本盤は初回限定盤（特典としてカラー・ブックレットとロゴ入りピックが封入されていた）と通常盤（来日記念盤）が同時発売された。当時のオリコンチャートは同一タイトルでも初回盤と通常盤は別集計だったため、初回限定版がオリコンアルバムチャート（総合）初登場1位から翌週には93位となり、オリコン1位アルバムの作品の中で翌週に最も下落した作品となった。この記録は2016年7月現在も破られていない。なおチャート入りが2週だった初回限定盤に対して、通常盤は最高16位だったものの10週に渡ってチャート入りしており、最もチャート入りしていた期間が長いイングヴェイの作品となっている。ELEKTRA在籍時の日本盤の帯解説は「イングヴェイ自ら最高の出来と語るELEKTRA移籍第1弾！！ヘヴィかつアグレッシヴにフィンガーボードが火を噴く。これ以上のハイスピード&ハイ・テクニックは、この世には存在しない！」であり、ELEKTRA離脱後は「ヘヴィかつアグレッシヴにフィンガーボードが火を噴く!!イングヴェイがエレクトラに残した唯一の、そして最高のアルバム!!」である。
PVとしては「Dragonfly」と「Teaser」が制作された。「No Mercy」の間奏部分は、バッハ作曲の管弦楽組曲第2番ロ短調 BWV1067 第7曲「Badinerie（バディネリ）」が用いられており、ライブのギターソロタイムでも頻繁に演奏されている。
1997年に発表されたオムニバス・アルバム「ギターズ・ザット・ルール・ザ・ワールド」には、冒頭のギターが差し変わった「Leviathan」が収録されている。
2017年 アンディ・ピアスとマット・ワーサムによるリマスター盤（規格品番:WHNECD089）がHNE Recordingsから発売された。

## 収録曲
| 全作曲: イングヴェイ・マルムスティーン。 |                                                                          |                                                  |                                |      |
| #                                        | タイトル                                                                 | 作詞                                             | 作曲・編曲                     | 時間 |
| 1.                                       | 「パーペチュアル」(Perpetual)                                            | (Instrumental)                                   | イングヴェイ・マルムスティーン | 4:14 |
| 2.                                       | 「ドラゴンフライ」(Dragonfly)                                            | イングヴェイ・マルムスティーン                   | イングヴェイ・マルムスティーン | 4:49 |
| 3.                                       | 「ティーザー」(Teaser)                                                   | イングヴェイ・マルムスティーン、ヨラン・エドマン | イングヴェイ・マルムスティーン | 3:29 |
| 4.                                       | 「ハウ・メニー・マイルス・トゥ・バビロン」(How Many Miles To Babylon)    | イングヴェイ・マルムスティーン、ヨラン・エドマン | イングヴェイ・マルムスティーン | 6:10 |
| 5.                                       | 「クライ・ノー・モア」(Cry No More)                                      | イングヴェイ・マルムスティーン、ヨラン・エドマン | イングヴェイ・マルムスティーン | 5:17 |
| 6.                                       | 「ノー・マーシー」(No Mercy)                                             | イングヴェイ・マルムスティーン                   | イングヴェイ・マルムスティーン | 5:32 |
| 7.                                       | 「セ・ラ・ヴィ」(C'est La Vie)                                           | イングヴェイ・マルムスティーン、ヨラン・エドマン | イングヴェイ・マルムスティーン | 5:19 |
| 8.                                       | 「レビヤタン」(Leviathan)                                                | (Instrumental)                                   | イングヴェイ・マルムスティーン | 4:24 |
| 9.                                       | 「ファイアー・アンド・アイス」(Fire And Ice)                             | イングヴェイ・マルムスティーン、ヨラン・エドマン | イングヴェイ・マルムスティーン | 4:31 |
| 10.                                      | 「フォーエヴァー・イズ・ア・ロング・タイム」(Forever Is A Long Time)     | イングヴェイ・マルムスティーン、ヨラン・エドマン | イングヴェイ・マルムスティーン | 4:28 |
| 11.                                      | 「アイム・マイ・オウン・エネミー」(I'm My Own Enemy)                     | ヨラン・エドマン                                 | イングヴェイ・マルムスティーン | 6:09 |
| 12.                                      | 「オール・アイ・ウォント・イズ・エヴリシング」(All I Want Is Everything) | イングヴェイ・マルムスティーン                   | イングヴェイ・マルムスティーン | 4:02 |
| 13.                                      | 「ゴールデン・ドーン」(Golden Dawn)                                      | (Instrumental)                                   | イングヴェイ・マルムスティーン | 1:28 |
| 14.                                      | 「ファイナル・カーテン」(Final Curtain)                                  | イングヴェイ・マルムスティーン                   | イングヴェイ・マルムスティーン | 4:46 |
| 合計時間:                                | 合計時間:                                                                | 合計時間:                                        | 64:38                          |      |

| #   | タイトル                             | 作詞                           | 作曲・編曲                     | 時間 |
| --- | ------------------------------------ | ------------------------------ | ------------------------------ | ---- |
| 15. | 「ブロークン・グラス」(Broken Glass) | イングヴェイ・マルムスティーン | イングヴェイ・マルムスティーン | 4:02 |

## 参加ミュージシャン
- イングヴェイ・マルムスティーン（ギター）
- ヨラン・エドマン（ボーカル）
- スヴァンテ・ヘンリソン（ベース、チェロ）
- マッツ・オラウソン（キーボード）
- ボー・ワーナー（ドラムス）（8曲目以外全て）
- マイケル・フォン・ノリング - ドラム（8曲目のみ）
- ロロ・レナーバック（フルート）※イングヴェイの実姉

## 映像・ライブ作品
No Mercy（Badinerie）
- ライヴ・アット・武道館
  - Guitar solo
- ライヴ!!

Guitar Solo (Trilogy Suite, Red House, Badinere and Battle)
- スペルバウンド・ライヴ・イン・タンパ
  - Badinerie
- スペルバウンド・ライヴ・イン・オーランド
  - Concerto #4